# Ombre gialle
Ombre gialle (Target Zero) è un film statunitense del 1955 diretto da Harmon Jones.
È un film di guerra ambientato durante la guerra di Corea con protagonisti Richard Conte, Peggie Castle e Charles Bronson (che interpreta il sergente Vince Gaspari nel suo primo ruolo da protagonista).

## Produzione
Il film, diretto da Harmon Jones su una sceneggiatura di James Warner Bellah e Sam Rolfe, fu prodotto da David Weisbart per la Warner Bros. Pictures.

## Distribuzione
Il film fu distribuito negli Stati Uniti dal 15 novembre 1955 al cinema dalla Warner Bros. Pictures.
Alcune delle uscite internazionali sono state:
- in Finlandia il 4 maggio 1956 (Tukikohta ei vastaa)
- in Germania Ovest il 12 dicembre 1958 (Sperrfeuer auf Quadrat 7)
- in Austria nel maggio del 1959 (Sperrfeuer auf Quadrat 7)
- in Giappone il 22 maggio 1960
- in Francia il 27 luglio 1962 (Dix hommes pour l'enfer)
- in Grecia (To kokkino ohyro)
- in Italia (Ombre gialle)

## Critica
Secondo il Morandini è un "film di guerra di ordinaria amministrazione", "corretto ma senza caffeina". Risultano apprezzabili gli intenti di approfondimento psicologico dei personaggi.